# 東襄城郡
東襄城郡，中国南北朝时设置的郡。
南朝齐高帝建元元年（479年）设置宁蛮校尉，同时设置東襄城郡，地属平蠻府。在今湖北省襄阳市一带，与南襄城郡、北襄城郡、中襄城郡相区别称之为東襄城郡。永泰元年（498年），北魏夺得東襄城郡，废除東襄城郡。